# Gassan Gousseïnov
Gassan Tchinguizovitch Gousseïnov, né le 1er septembre 1953 à Bakou, est un philologue, helléniste de citoyenneté russe et d'origine azerbaïdjanaise, dont les travaux sur le monde antique font autorité. C'est le fils de l'écrivain azerbaïdjanais russophone, Tchinguiz Gousseïnov.

## Carrière
Gassan Gousseïnov (translittération de Hassan Housseïnov) est l'élève d'Aza Takho-Godi et d'Alexeï Lossev. Il est docteur en philologie de l'université d'État des sciences humaines de Russie en 2002 et auteur de livres et de plus d'une centaine d'articles sur la philologie classique, l'histoire de la culture, la politique contemporaine et la littérature.
Il termine l'université d'État de Moscou en 1975 et travaille à l'Académie russe des arts du théâtre (GuITIS) de 1978 à 1984. Il reçoit une bourse pour l'année universitaire 1990-1991 de la fondation Alexander von Humboldt de Tübingen et Fribourg-en-Brisgau à l'université de Heidelberg. Il est collaborateur scientifique de l'université de Brême de 1992 à 1997 pour l'institut de l'Europe de l'Est. Il enseigne dans des universités à Copenhague (1997-1999), à Düsseldorf (1999-2000) et aux États-Unis. Il travaille également en « free lance » pour des rédactions internet de la Deutsche Welle de 2001 à 2006. Il est Privat-Dozent de l'université de Bonn de 2002 à 2006.
Gousseïnov est nommé professeur de philologie classique à l'université Lomonossov de Moscou en 2007, où il enseigne l'histoire de la littérature antique, le grec ancien et la philologie classique, jusqu'en 2011. Il dirige le projet Catalogus philologorum classicorum. Il est directeur du centre des recherches humaines en 2011. Il est souvent invité dans d'autres universités comme à Bâle en 2009 et en 2010 (semestres de printemps).

## Quelques œuvres
- (ru) La Méthode dramatique de Platon, Moscou, 1981
- (ru) L'Orestie, Moscou, 1982
- (ru) Aristophane, Moscou, 1988
- (ru) Carte de notre pays: idéologuème entre le mot et le corps, Helsinki, 2000
- (ru) Matériaux pour un dictionnaire sociéto-politique russe du XXe siècle, 2003
- (ru) Idéologuème soviétiques dans le discours russe des années 1990, 2003
- (en) Les Apories linguistiques du personnalisme mystique d'Alexeï Lossev, in: Études de la pensée d'Europe de l'Est (2009) 61: 153-164 - The Linguistic Aporias of Alexei Losev's Mystical Personalism, in: Studies in East European Thought

## Source
- (de) Cet article est partiellement ou en totalité issu de l’article de Wikipédia en allemand intitulé « Gasan Gusejnov » (voir la liste des auteurs).